# Paul Héroult

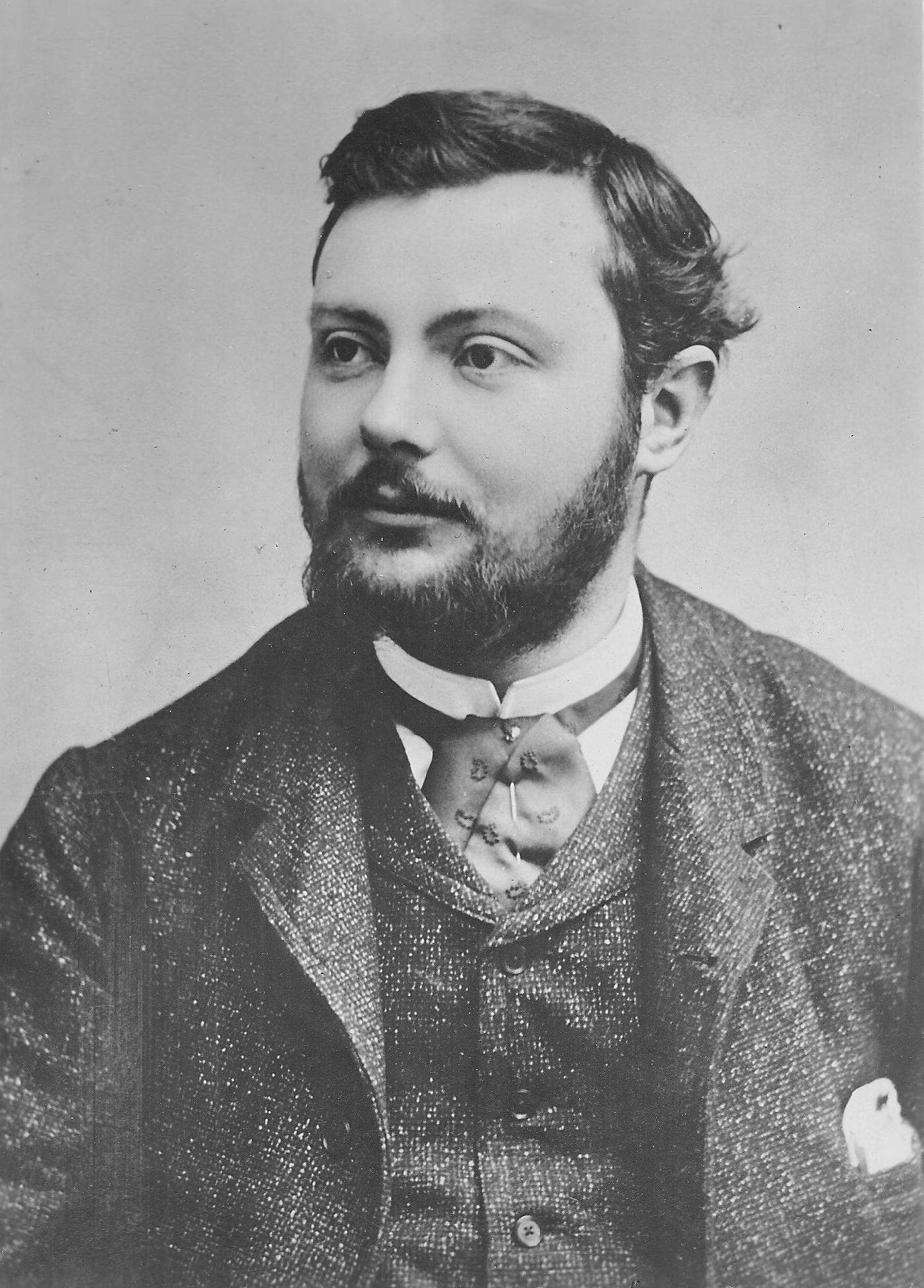
Paul Louis T. Héroult

Paul Louis Toussaint Héroult (* 10. April 1863 in Thury-Harcourt; † 9. Mai 1914 bei Antibes) war ein französischer Chemiker.
Paul Héroult, der Sohn eines Gerbers, las im Alter von 16 Jahren, während er noch die Schule in Caen besuchte, Henri Etienne Sainte-Claire Devilles Buch De l'aluminium, ses propriétés .., das 1859 in Paris erschienen war. Deville hatte 1854 erstmals Aluminium hergestellt. Da die Herstellung von Aluminium nach Devilles Verfahren teuer war, setzte Héroult es sich in den Kopf, einen Weg zu finden, Aluminium auf eine kostengünstige Art herzustellen.
Héroult studierte an der Collège Sainte-Barbe in Paris und kehrte dann zunächst nach Caen zurück, um in der Gerberei seines Vaters zu arbeiten. Daneben arbeitete er an einem Verfahren zur Herstellung von Aluminium. Sein erstes Patent reichte er im Februar 1886 ein und erhielt es am 23. April 1886 bestätigt. Es beschrieb die Schmelzflusselektrolyse von Aluminium, die fast zum gleichen Zeitpunkt vom US-amerikanischen Chemiker Charles Martin Hall entdeckt worden war und die als Hall-Héroult-Prozess bezeichnet wird. Héroult verwarf jedoch das Kryolith-Verfahren und ließ sich danach ein Verfahren zur Herstellung von Aluminiumbronze patentieren.
Anfang 1887 versuchte Héroult die Unterstützung von Alfred Rangod Pechiney (1833–1916) zu gewinnen, in dessen Fabrik Aluminium nach dem Verfahren von Deville hergestellt wurde. Pechiney drängte Héroult, sein elektrolytisches Verfahren zu modifizieren, mit der dieser allerdings kein reines Aluminium erzeugen konnte.
Héroult suchte deshalb den Kontakt mit Unternehmern in der Schweiz, wo er bei der Maschinenfabrik Oerlikon eine kleine Dynamomaschine bestellte, die für den von ihm erfundenen Elektroofen Strom liefern sollte. Im Frühjahr 1887 kam er zur Abnahme der Maschine nach Zürich und stellte in Oerlikon Untersuchungen an, die die Aufmerksamkeit des Direktors dieser Firma, Peter Emil Huber-Werdmüller erregten. Huber erkannte sofort die Genialität und die Tragweite der Héroultschen Erfindung und suchte deren industrielle Auswertung für die Schweiz zu sichern. Hierbei nahm er Kontakt mit Gustave Naville von Escher Wyss & Cie. auf, ebenso mit Georg Robert Neher, der die J. G. Neher Söhne & Cie. in Neuhausen vertrat und dessen Firma über die Wassernutzungsrechte am Rheinfall verfügte.
Bereits 1887 wurde die "Schweizerische Metallurgische Gesellschaft" gegründet, um den Héroult-Prozess zu testen. Héroult wurde Technischer Direktor und ging 1888 in die USA, um seine Patente gegen die Ansprüche von Hall zu verteidigen. Während seiner Abwesenheit wurden die Probeläufe für sein Verfahren erfolgreich abgeschlossen und am 18. November 1888 wurde die "Aluminium Industrie Aktiengesellschaft" (AIAG) Neuhausen zum Zwecke der Großproduktion von Aluminium nach dem Héroult-Hall-Verfahren gegründet. Die AIAG war Vorläufer der Alusuisse.
Schon bald wurden gelegentlich elektrische Lichtbogen zwischen der Oberfläche des Elektrolyts und den Elektroden beobachtet, woraus Héroult und Martin Kiliani den Lichtbogenofen entwickelten. Dieser Lichtbogenofen, der Prototyp des modernen Elektro-Stahlofens, wurde zuerst für die direkte Reduktion von Eisenerz in La Praz 1903 eingesetzt.